# 3036 Крат
3036 Крат (3036 Krat) — астероїд головного поясу, відкритий 11 жовтня 1937 року.
Тіссеранів параметр щодо Юпітера — 3,062.